# Eudulophasia circumducta
Eudulophasia circumducta är en fjärilsart som beskrevs av W. Warren 1900. Eudulophasia circumducta ingår i släktet Eudulophasia och familjen mätare. Inga underarter finns listade i Catalogue of Life.